# Uniwersytet Warmińsko-Mazurski w Olsztynie

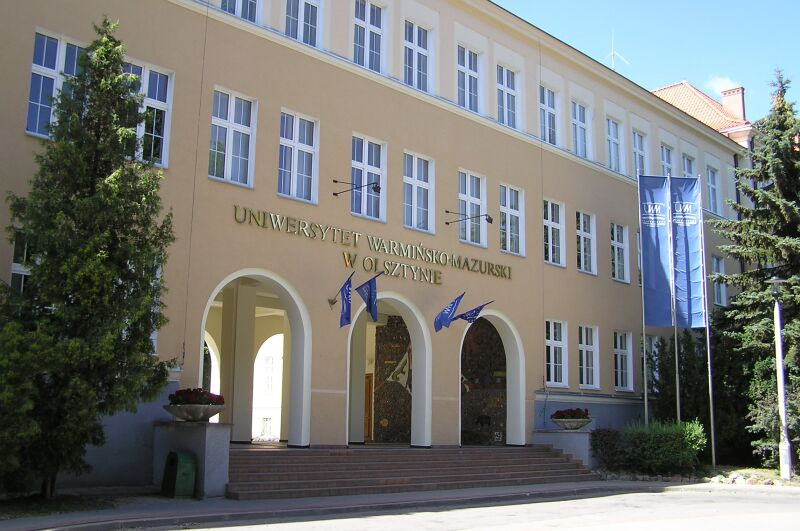
Rektorat

Uniwersytet Warmińsko-Mazurski w Olsztynie (UWM) – państwowa uczelnia z siedzibą w Olsztynie, utworzona 1 września 1999 w wyniku połączenia Akademii Rolniczo-Technicznej, Wyższej Szkoły Pedagogicznej i Warmińskiego Instytutu Teologicznego. Główny kampus, miasteczko akademickie znajduje się w dzielnicy Kortowo. Druga co do wielkości uczelnia akademicka Polski Wschodniej, kształci prawie 17 tys. studentów na studiach: stacjonarnych, niestacjonarnych, doktoranckich i podyplomowych.

## Historia UWM i jego jednostek
Historia Uniwersytetu rozpoczęła się 31 maja 1950, kiedy powstała pierwsza wyższa uczelnia w Olsztynie – Wyższa Szkoła Rolnicza w Olsztynie, którą przemianowano w 1972 na Akademię Rolniczo-Techniczną. 19 czerwca 1969 w Olsztynie utworzono Wyższą Szkołę Nauczycielską, przekształconą w 1974 w Wyższą Szkołę Pedagogiczną. 23 kwietnia 1980 powołano Warmiński Instytut Teologiczny. W latach 90. XX w. czyniono starania mające na celu powołanie uniwersytetu w Olsztynie.
Z dniem 1 września 1999 powołano Uniwersytet Warmińsko-Mazurski w Olsztynie, który powstał z połączenia trzech olsztyńskich szkół wyższych: Akademii Rolniczo-Technicznej, Wyższej Szkoły Pedagogicznej oraz Warmińskiego Instytutu Teologicznego na mocy Ustawy z dnia 9 lipca 1999 r. o utworzeniu Uniwersytetu Warmińsko-Mazurskiego w Olsztynie (Dz. U. Nr 69, poz. 762). UWM łączy więc tradycje: pięćdziesięcioletnie ART, trzydziestoletnie WSP oraz ponad 450 lat kształcenia teologicznego na Warmii.
W dniu swego powstania UWM posiadał 12 wydziałów i 32 kierunki kształcenia oraz 24,5 tysiąca studentów. Uczelnia posiadała prawo do habilitowania w 6 dyscyplinach naukowych oraz do nadawania doktoratów w 13 dyscyplinach. Pierwszym rektorem został Ryszard Górecki.

### Kalendarium
- 1999 – pierwsza inauguracja roku akademickiego
- 2000 – otwarcie pierwszego zamiejscowego punktu kształcenia – Centrum Studiów Bałtyckich w Ełku
- 2001 – powołanie Wydziału Prawa i Administracji oraz Wydziału Matematyki i Informatyki
- 2003 – pierwsze Olsztyńskie Dni Nauki
- 2004 – drużyna siatkarska AZS UWM srebrnym medalistą Polski; nagroda Parlamentu Studentów Rzeczypospolitej Polskiej dla Uczelni Przyjaznej Studentom
- 2005 – przekształcenie liceum i gimnazjum salezjańskiego w Gimnazjum i Liceum Akademickie działające przy UWM
- 2007 – powstanie Wydziału Nauk Medycznych
- 2008 – uruchomienie dziesięciu nowych kierunków studiów (m.in. mechatroniki i lekarskiego), po raz drugi UWM Uczelnią Przyjazną Studentom, otwarcie Zamiejscowego Ośrodka Dydaktycznego w Szczytnie
- 2009 – wyodrębnienie samodzielnego Wydziału Sztuki, pięćdziesiąta rocznica Kortowiady i dziesięciolecie powstania UWM; przejęcie i przekształcenie 103. Szpitala Wojskowego w Szpital Uniwersytecki
- 2012 – przekształcenie Zamiejscowego Ośrodka Dydaktycznego w Ełku w Wydział Studiów Technicznych i Pedagogicznych, likwidacja pozostałych ośrodków zamiejscowych, przekształcenie Gimnazjum i Liceum Akademickiego działającego przy UWM w samodzielną szkołę
- 2017 – uruchomienie Collegium Medicum UWM (z dwoma wydziałami Lekarskim i Nauk o Zdrowiu) oraz Akademii Biznesu, wprowadzenie kształcenia dualnego[6]
- 2019 – uruchomienie Szkoły Doktorskiej UWM na bazie dotychczasowych studiów trzeciego stopnia, przekształcenie Wydziału Studiów Technicznych i Społecznych w Ełku w Filię UWM
- 2020 – przekształcenie Wydziału Nauk o Zdrowiu w Szkołę Zdrowia Publicznego oraz likwidacja samodzielnego Wydział Nauk o Środowisku poprzez włączenie katedr dla kierunku Rybactwo w struktury Wydziału Bioinżynierii Zwierząt oraz katedr z kierunkami Inżynieria środowiska oraz Turystyka i rekreacja wraz z Wydziałem Geodezji, Inżynierii Przestrzennej i Budownictwa w nową jednostkę Wydział Geoinżynierii

## Władze UWM
Rektor i prorektorzy na kadencję 2024–2028:
- Rektor: Jerzy Przyborowski, prof. UWM
- Prorektor ds. rozwoju i polityki finansowej: Mariola Grzybowska-Brzezińska
- Prorektor ds. nauki i współpracy międzynarodowej: Jakub Sawicki
- Prorektor ds. studenckich: Sławomir Przybyliński
- Prorektor ds. Collegium Medicum: Magdalena Krajewska-Włodarczyk
- Prorektor ds. kształcenia: Paweł Wysocki

### Poczet rektorów
- 2000–2008: prof. dr hab. Ryszard Górecki
- 2008–2012: prof. dr hab. Józef Górniewicz
- 2012–2020: prof. dr hab. Ryszard Górecki
- od 2020: prof. dr hab. Jerzy Przyborowski

## Wydziały i kierunki kształcenia

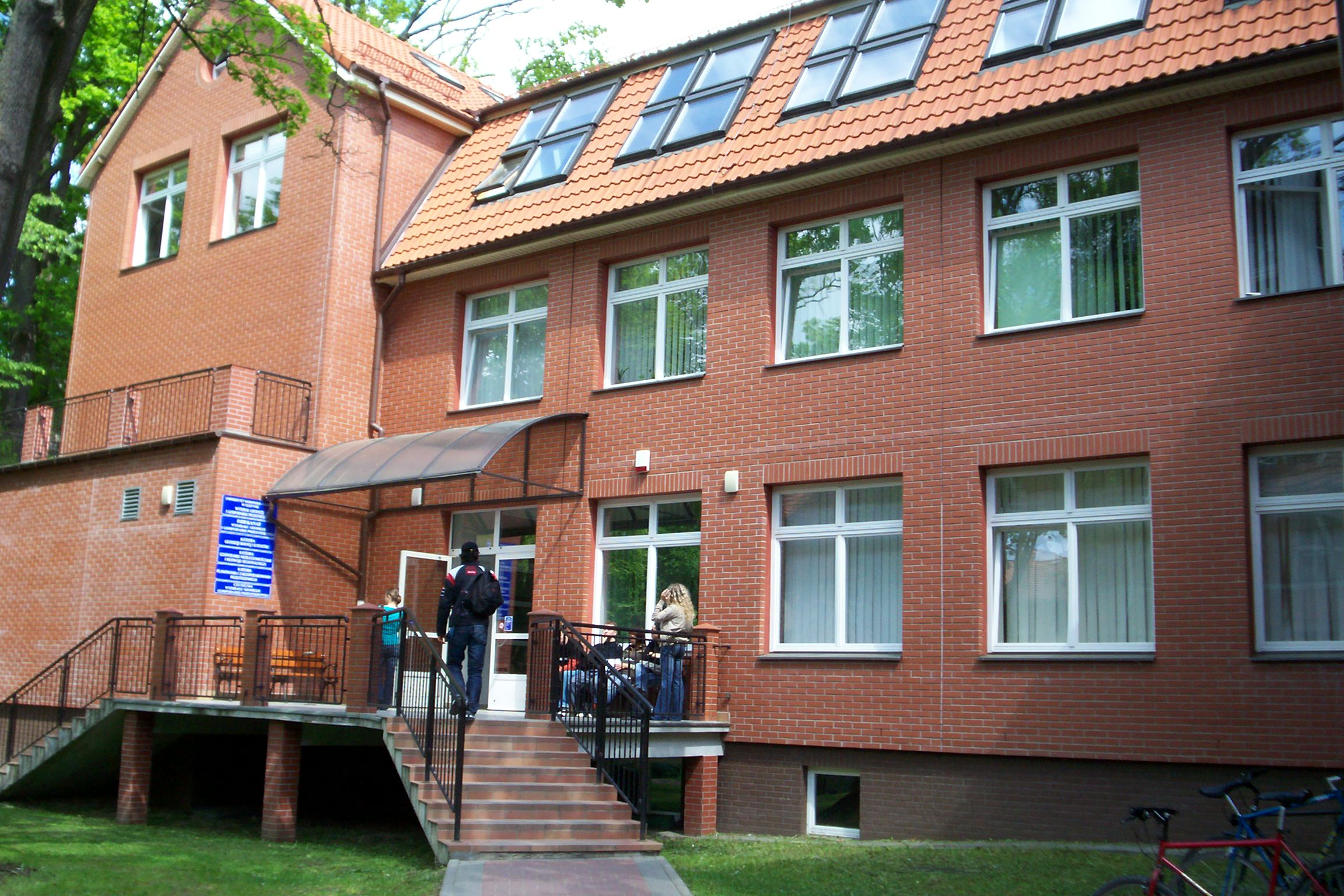
Budynek Wydziału Geoinżynierii

1 października 2022 strukturę uczelni tworzyło 15 wydziałów, Szkoła Zdrowia Publicznego oraz Filia w Ełku. W ocenie parametrycznej jednostek naukowych, prowadzonej przez Komitet Ewaluacji Jednostek Naukowych 8 wydziałów posiada kategorię naukową A, 7 wydziałów kategorię B, a Szkoła Zdrowia Publicznego uzyskała kategorię C. Uniwersytet posiada 24 pełne uprawnienia uniwersyteckie (do nadawania stopni doktora i doktora habilitowanego) ma UWM po ostatniej ewaluacji.
Wydziałów: 15, Filii: 1, Szkoły podległe: 1
Kierunków: 75 w Olsztynie oraz 4 w Ełku
Specjalności: ponad 200
- Wydział Bioinżynierii Zwierząt (1950)
  - Bioinżynieria produkcji żywności (wspólnie z Wydziałem Nauki o Żywności)
  - Rybactwo
  - Zootechnika
  - Zwierzęta w rekreacji, edukacji i terapii
- Wydział Biologii i Biotechnologii (1997)
  - Biologia
  - Biotechnologia
  - Mikrobiologia
- Wydział Geoinżynierii (1951, 1960, 2020)
  - Budownictwo
  - Geodezja i kartografia
  - Gospodarka przestrzenna
  - Inżynieria informacji
  - Inżynieria środowiska
  - Turystyka i rekreacja
  - Geoinformatyka
- Wydział Humanistyczny (1969)
  - Analiza i kreowanie trendów (wspólnie z Wydziałem Nauk Ekonomicznych oraz Wydziałem Nauk Społecznych)
  - Animacja pamięci społecznej
  - Dziennikarstwo i komunikacja społeczna
  - Filologia angielska
  - Filologia angielska w zakresie nauczania języka
  - Filologia germańska
  - Filologia polska
  - Filologia rosyjska
  - Filozofia
  - Historia
  - Interdyscyplinarne studia strategiczne
  - Lingwistyka w biznesie (wspólnie z Wydziałem Nauk Ekonomicznych)
  - Logopedia
  - Wojskoznawstwo
- Wydział Matematyki i Informatyki (2001)
  - Informatyka
  - Matematyka
- Wydział Medycyny Weterynaryjnej (1966)
  - Weterynaria
- Wydział Nauk Ekonomicznych (1995)
  - Ekonomia
  - Zarządzanie
  - Zarządzanie i inżynieria produkcji (wspólnie z Wydziałem Nauk Technicznych)
- Wydział Nauk Społecznych (1999)
  - Analityka i zarządzanie publiczne (wspólnie z Wydziałem Nauk Ekonomicznych)
  - Bezpieczeństwo narodowe
  - Pedagogika
  - Pedagogika przedszkolna i wczesnoszkolna
  - Pedagogika specjalna
  - Pedagogika wczesnej edukacji
  - Politologia
  - Praca socjalna
  - Psychologia
  - Socjologia
- Wydział Nauk Technicznych (1999)
  - Energetyka
  - Inżynieria w logistyce
  - Mechanika i budowa maszyn
  - Mechatronika
- Wydział Nauki o Żywności (1950)
  - Bezpieczeństwo i certyfikacja żywności
  - Gastronomia – sztuka kulinarna (wspólnie z Wydziałem Bioinżynierii Zwierząt oraz Wydziałem Rolnictwa i Leśnictwa)
  - Inżynieria przetwórstwa żywności
  - Technologia Żywności i Żywienie Człowieka
  - Towaroznawstwo
- Wydział Prawa i Administracji (2001)
  - Administracja
  - Administracja i cyfryzacja
  - Bezpieczeństwo wewnętrzne
  - Kryminologia
  - Prawo
- Wydział Rolnictwa i Leśnictwa (1950)
  - Architektura krajobrazu
  - Chemia
  - Gospodarowanie surowcami odnawialnymi i mineralnymi
  - Leśnictwo
  - Ochrona środowiska
  - Odnawialne źródła energii
  - Ogrodnictwo
  - Rolnictwo
- Wydział Sztuki (2009)
  - Edukacja artystyczna w zakresie sztuki muzycznej
  - Edukacja artystyczna w zakresie sztuk plastycznych
- Wydział Teologii (1999)
  - Nauki o rodzinie
  - Teologia
- Collegium Medicum (2017)
  - Wydział Lekarski (2007)
    - Lekarski

  - Szkoła Zdrowia Publicznego (2017)
    - Dietetyka
    - Pielęgniarstwo
    - Położnictwo
    - Ratownictwo medyczne
- Filia w Ełku (2000)
  - Administracja
  - Bezpieczeństwo wewnętrzne
  - Pedagogika przedszkolna i wczesnoszkolna
  - Pielęgniarstwo

## Jednostki Uniwersytetu

### Jednostki międzywydziałowe
- Studium Języków Obcych

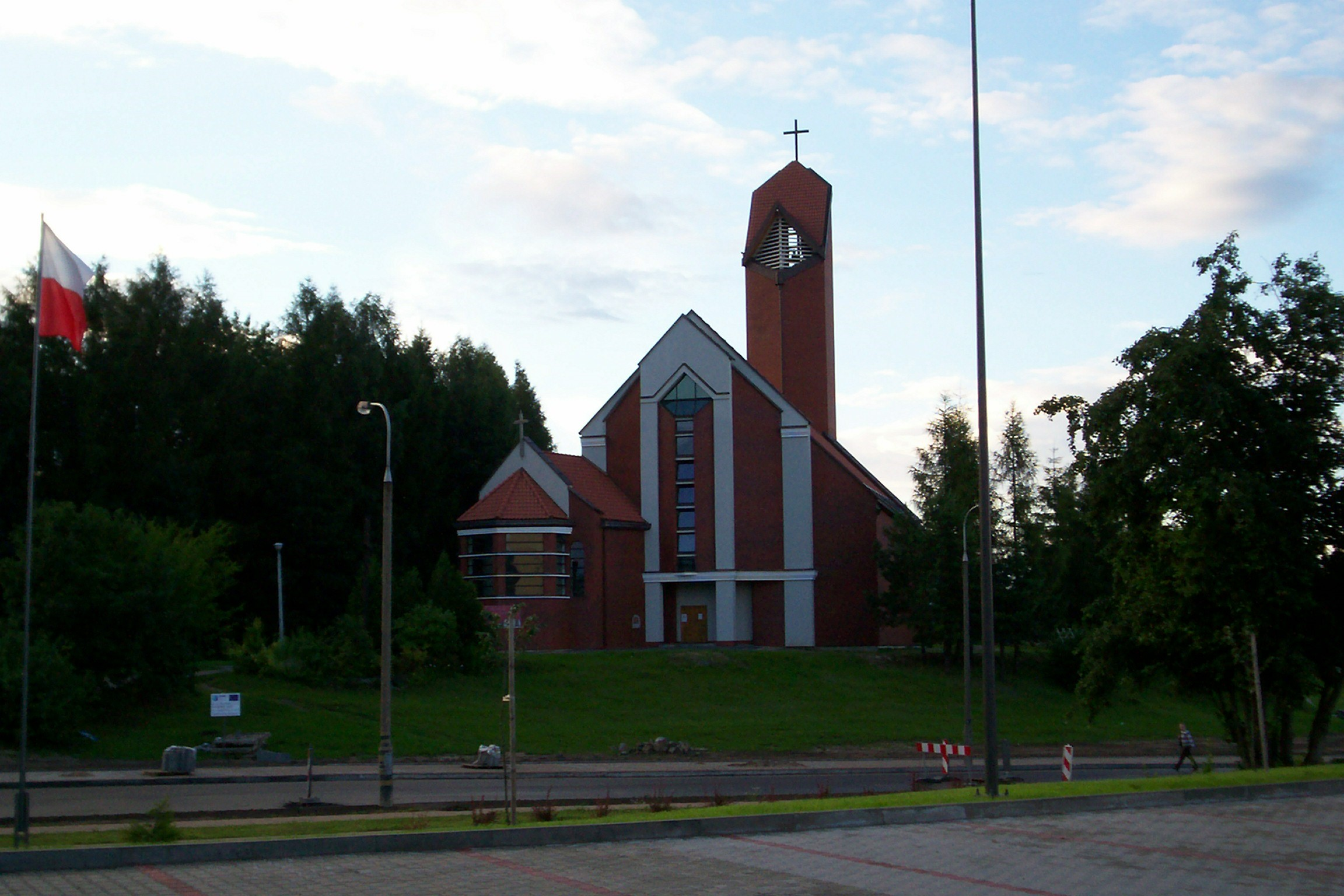
Kościół akademicki w Kortowie pod wezwaniem św. Franciszka z Asyżu

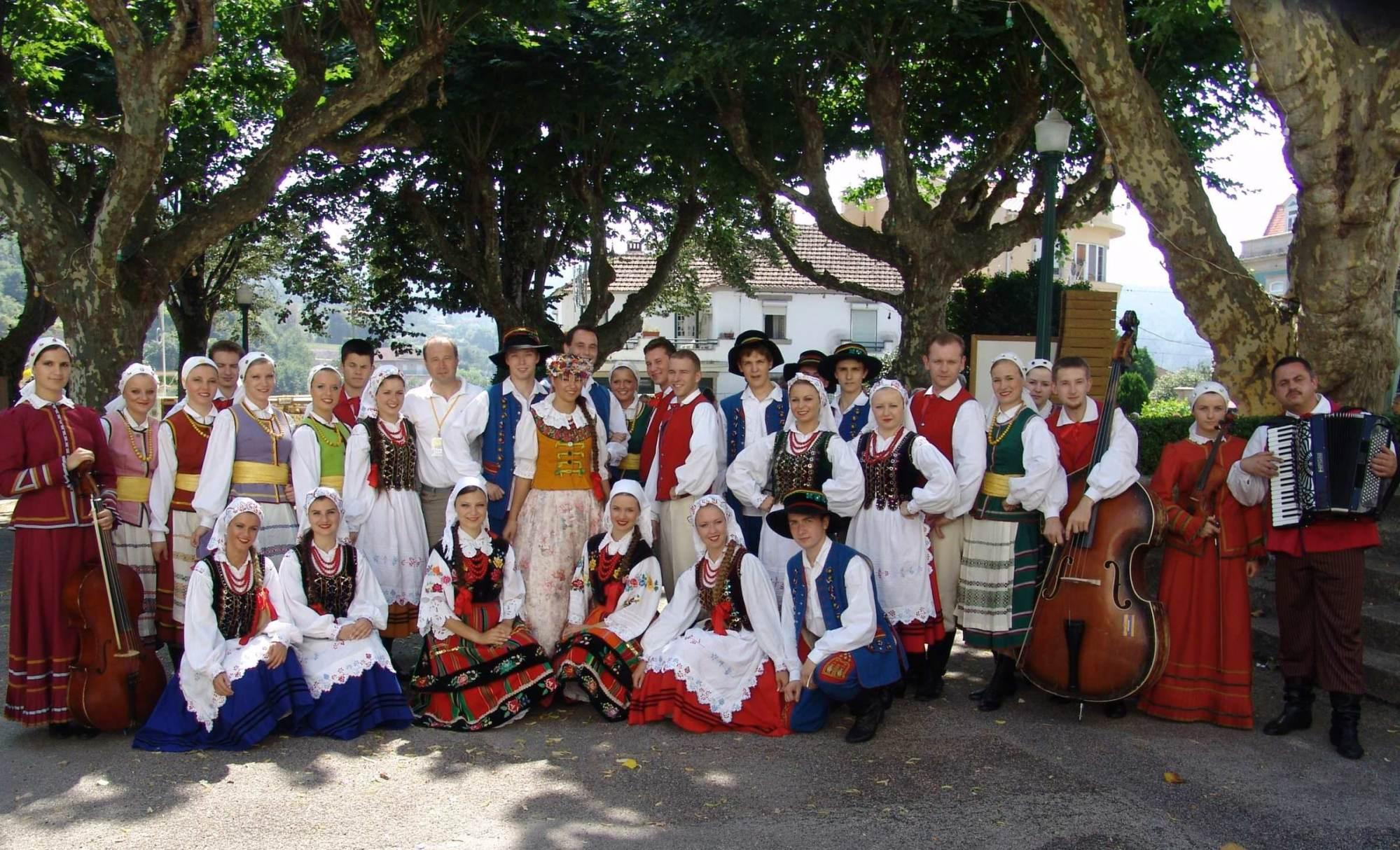
Zespół Pieśni i Tańca „Kortowo”

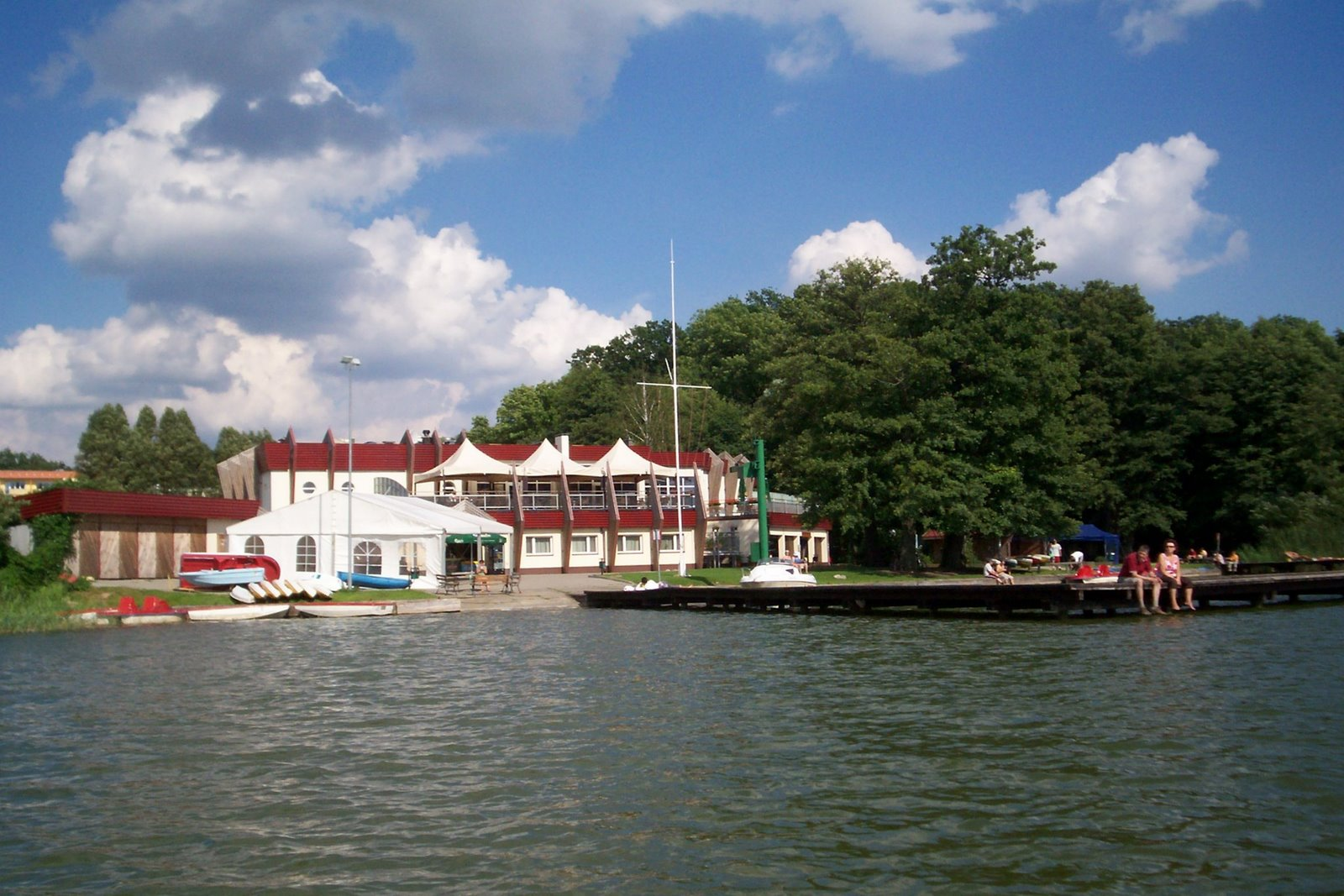
Przystań Kortowska

- Studium Wychowania Fizycznego i Sportu

### Jednostki ogólnouczelniane
W październiku 2007 r. został oddany do użytku nowoczesny gmach Biblioteki Uniwersyteckiej, zbudowany na terenie kampusu Kortowo II. Nowy budynek Biblioteki pozwolił na scalenie rozproszonych zbiorów i znacznie podniesie jakość oferowanych usług. Nowy inteligentny gmach może pomieścić półtora miliona zbiorów bibliotecznych, zapewnił 500 miejsc w czytelniach, 300 miejsc w pomieszczeniach ogólnodostępnych, takich jak: sale dydaktyczne i pokoje pracy grupowej. Biblioteka w nowym gmachu ma stać się prawdziwym centrum edukacyjnym Uniwersytetu i aktywną instytucją kulturotwórczą, przyjazną użytkownikom.
- Biblioteka Uniwersytecka
- Uniwersytecki Szpital Kliniczny
- Akademickie Centrum Kultury
- Wydawnictwo UWM
- Archiwum UWM
- Europejskie Centrum Doskonałości im. J. Monneta
- Centrum Badań Energii Odnawialnej
- Centrum Edukacji Nauczycielskiej i Doradztwa Zawodowego
- Centrum Egzaminacyjne Instytutu Goethego
- Centrum Innowacji i Transferu Technologii
- Centrum Kultury i Języka Polskiego dla Cudzoziemców
- Centrum Rozwoju Obszarów Wiejskich
- Centrum Konferencyjno-Szkoleniowe
- Regionalne Centrum Informatyczne
- Katedra UNESCO
- Międzynarodowe Centrum Edukacyjne w Braniewie
- Międzynarodowe Centrum Kształcenia Ustawicznego w Ostródzie
- Stacja Dydaktyczno-Badawcza z siedzibą w Bałdach
- Stacja Dydaktyczno-Badawcza z siedzibą w Łężanach

### Jednostki środowiskowe
- Ośrodek Eksploatacji i Zarządzania Miejską Siecią Komputerową OLMAN

### Pozostałe jednostki
- Międzynarodowe Centrum Biznesu i Administracji Publicznej
- Autoryzowane Centrum Szkolenia CAD
- Akademia Regionalna CISCO

## Organizacje, stowarzyszenia i inne
Na Uniwersytecie działa około 220 kół naukowych.
Uczelnia posiada wiele agend kulturalnych i sportowych, najbardziej znane to: Teatr Studencki Cezar, Chór im. prof. Wiktora Wawrzyczka, Zespół Pieśni i Tańca „Kortowo”, Akademicki Klub Turystyczny (działający od 1961 r.), Akademicki Klub Płetwonurków „Skorpena”, Studencka Agencja Fotograficzna „Jamnik” oraz Studenckie Koło Naukowe „Myszki”.
- AIESEC Polska Komitet Lokalny Olsztyn
- IFMSA – Oddział Olsztyn
- IVSA Olsztyn
- Akademicki Związek Sportowy
- Erasmus Student Network Olsztyn
- Fundacja im. Michała Oczapowskiego
- Fundacja ŻAK Uniwersytetu Warmińsko-Mazurskiego
- Klub Pracowników UWM „Baccalarium”
- Księgarnia Uniwersytecka
- Niepubliczny Akademicki Zakład Opieki Zdrowotnej
- NSZZ „Solidarność” UWM
- Pokoje gościnne „U Żaków”
- Przystań Kortowska
- Stołówka Akademicka
- Stowarzyszenie Absolwentów
- Tereny Zieleni
- Zakład Produkcyjno-Doświadczalny „Bałcyny” pod Ostródą
- Zakład Produkcyjno-Doświadczalny „Pozorty”
- Związek Nauczycielstwa Polskiego w UWM
- Związek Zawodowy Pracowników Rolnictwa w Rzeczypospolitej Polskiej w Reszlu

## Media uniwersyteckie
- TV Kortowo
- UWM FM
- Prasa akademicka w Olsztynie
- Wiadomości Uniwersyteckie – miesięcznik
- Gazeta Uniwersytecka – dodatek do Gazety Olsztyńskiej
- Gazeta Studencka
- Tworzywo – Gazeta Studencka

## Ciekawostki
- 153 477 osób ukończyło studia na UWM w latach 1999–2022 r.
- 4385 absolwentów opuściło mury uczelni w 2022 r.
- 15 855 osób studiuje na UWM w roku akademickim 2022/2023
- 1737 nauczycieli liczy kadra akademicka
- 1270 osób pracuje w pionie administracji i innych jednostkach UWM